# Lee (Nou Hampshire)
Lee és una població dels Estats Units a l'estat de Nou Hampshire. Segons el cens del 2007 tenia 4.447 habitants.

## Demografia
Segons el cens del 2000, Lee tenia 4.145 habitants, 1.466 habitatges, i 1.092 famílies. La densitat de població era de 80,2 habitants per km².
Dels 1.466 habitatges en un 45,2% hi vivien nens de menys de 18 anys, en un 61,4% hi vivien parelles casades, en un 8,6% dones solteres, i en un 25,5% no eren unitats familiars. En el 17,7% dels habitatges hi vivien persones soles el 4,4% de les quals corresponia a persones de 65 anys o més que vivien soles. El nombre mitjà de persones vivint en cada habitatge era de 2,81 i el nombre mitjà de persones que vivien en cada família era de 3,2.
Per edats la població es repartia de la següent manera: un 30,9% tenia menys de 18 anys, un 7,3% entre 18 i 24, un 31,7% entre 25 i 44, un 23% de 45 a 60 i un 7,1% 65 anys o més.
L'edat mediana era de 35 anys. Per cada 100 dones de 18 o més anys hi havia 98,5 homes.
La renda mediana per habitatge era de 57.993$ i la renda mediana per família de 62.330$. Els homes tenien una renda mediana de 41.354$ mentre que les dones 29.651$. La renda per capita de la població era de 23.905$. Entorn del 4,3% de les famílies i el 5,1% de la població estaven per davall del llindar de pobresa.